# Segunda División de México 1992-93
La Temporada 1992-93 de la Segunda División de México fue el XLIV torneo de la historia de la segunda categoría del fútbol mexicano. El equipo de la Universidad Tecnológica de Neza se proclamó campeón por primera ocasión tras vencer al Tampico Madero en la final de la categoría, a la que el equipo de Neza se clasificó por tener la mejor puntuación de la temporada, mientras que La Jaiba Brava ganó la final de la liguilla ante el Club Zacatepec.

## Cambios
- Pachuca ascendió a Primera División.
- Cobras de Ciudad Juárez descendió desde el máximo circuito.
- Tecomán, Universidad Autónoma de Querétaro y Chetumal descendieron a Segunda División B.
- Deportivo Tepatitlán ascendió desde Segunda B y el Atlético San Francisco lo hizo desde la Tercera División.
- Delfines de Acapulco había descendido a Segunda B, sin embargo, pudo permanecer en esta categoría tras comprar al club Delfines de Abasolo, equipo que había logrado su ascenso pero no podía jugar en Segunda División por no contar con la infraestructura adecuada.
- Zitlaltepec también había ascendido a esta categoría, pero antes de iniciar la temporada cambió de sede a Cuernavaca y fue renombrado como Club Deportivo Marte.
- El formato del ascenso cambió ligeramente con respecto al año pasado, el líder general de la fase regular se clasificó directamente a la final por el ascenso en donde debió enfrentar al campeón de la liguilla para determinar al equipo ganador de la promoción al máximo circuito del fútbol mexicano.

## Formato de competencia
Los veinte equipos se dividen en cinco grupos de cuatro clubes, manteniendo los juegos entre los 20 en formato de todos contra todos a visita recíproca en 38 jornadas. Los dos primeros lugares de cada agrupación  se clasifican a la liguilla en donde se repartirán en cuatro llaves de cuartos de final de acuerdo con su posición de la tabla, los ganadores jugarán las semifinales y posteriormente dos clubes disputarán la final por el título. Los últimos cuatro lugares de la tabla general descenderán a la Segunda 'B'. Se añade una final de ascenso la cual enfrentará al ganador de la liguilla del campeonato contra el equipo que tuvo una mejor puntuación a lo largo de la temporada para determinar al club que tendrá un pase al máximo circuito, en caso de ser el mismo conjunto, éste tendrá el acceso directo a la Primera División.

## Equipos participantes

### Equipos por Entidad Federativa
| Entidad Federativa | N.º | Equipos                                                              |
| ------------------ | --- | -------------------------------------------------------------------- |
| Guanajuato         | 4   | Atlético San Francisco, Celaya, Irapuato y Linces Tecnológico Celaya |
| Jalisco            | 3   | Ayense, Bachilleres y Tepatitlán                                     |
| Morelos            | 3   | Atlético Cuernavaca, Marte Morelos y Zacatepec                       |
| Estado de México   | 2   | SUOO y UT Neza                                                       |
| Baja California    | 1   | Inter de Tijuana                                                     |
| Chihuahua          | 1   | Cobras                                                               |
| Guerrero           | 1   | Delfines de Acapulco                                                 |
| Michoacán          | 1   | La Piedad                                                            |
| Nayarit            | 1   | Tepic                                                                |
| Quintana Roo       | 1   | Pioneros                                                             |
| Tamaulipas         | 1   | Tampico Madero                                                       |
| Yucatán            | 1   | Atlético Yucatán                                                     |

### Información sobre los equipos participantes
| Equipo                 | Ciudad                                  | Estadio                   |
| ---------------------- | --------------------------------------- | ------------------------- |
| Atlético Cuernavaca    | Cuernavaca, Morelos                     | Centenario                |
| Atlético San Francisco | San Francisco del Rincón, Guanajuato    | San Francisco             |
| Ayense                 | Ayotlán, Jalisco                        | Chino Rivas               |
| Bachilleres            | Guadalajara, Jalisco                    | Club Deportivo U. de G.   |
| Celaya FC              | Celaya, Guanajuato                      | Miguel Alemán Valdés      |
| Cobras                 | Ciudad Juárez, Chihuahua                | Olímpico Benito Juárez    |
| Delfines de Acapulco   | Acapulco, Guerrero                      | Unidad Deportiva Acapulco |
| Inter de Tijuana       | Tijuana, Baja California                | Cerro Colorado            |
| Irapuato               | Irapuato, Guanajuato                    | Sergio León Chávez        |
| La Piedad              | La Piedad, Michoacán                    | Juan N. López             |
| Linces de Celaya       | Celaya, Guanajuato                      | Miguel Alemán Valdés      |
| Marte                  | Xochitepec, Morelos                     | Mariano Matamoros         |
| Pioneros de Cancún     | Cancún, Quintana Roo                    | Cancún 86                 |
| S.U.O.O.               | Cuautitlán, Estado de México            | Los Pinos                 |
| Tampico Madero         | Tampico, Tamaulipas                     | Tamaulipas                |
| Tepatitlán             | Tepatitlán, Jalisco                     | Tepa Gómez                |
| Tepic                  | Tepic, Nayarit                          | Nicolás Álvarez Ortega    |
| U.T. Neza              | Ciudad Nezahualcóyotl, Estado de México | Neza 86                   |
| Yucatán                | Mérida, Yucatán                         | Carlos Iturralde Rivero   |
| Zacatepec              | Zacatepec, Morelos                      | Agustín Coruco Díaz       |

## Grupos

### Grupo 1
| Pos. | Equipo                   | Pts. | PJ | G  | E  | P  | GF | GC | Dif. | Clasificación                   |
| ---- | ------------------------ | ---- | -- | -- | -- | -- | -- | -- | ---- | ------------------------------- |
| 1    | Tampico Madero           | 66   | 38 | 21 | 8  | 9  | 68 | 40 | +28  | Cuartos de final de la liguilla |
| 2    | Cobras                   | 58   | 38 | 16 | 14 | 8  | 57 | 35 | +22  | Cuartos de final de la liguilla |
| 3    | Tepatitlán               | 43   | 38 | 11 | 14 | 13 | 41 | 50 | −9   |                                 |
| 4    | Linces de Celaya         | 39   | 38 | 9  | 16 | 13 | 42 | 55 | −13  |                                 |
| 5    | Atlético Bachilleres (D) | 29   | 38 | 5  | 16 | 17 | 35 | 61 | −26  | Descenso de categoría           |

 Fuente: RSSSF

### Grupo 2
| Pos. | Equipo                   | Pts. | PJ | G  | E  | P  | GF | GC | Dif. | Clasificación                   |
| ---- | ------------------------ | ---- | -- | -- | -- | -- | -- | -- | ---- | ------------------------------- |
| 1    | Irapuato                 | 55   | 38 | 16 | 13 | 9  | 46 | 32 | +14  | Cuartos de final de la liguilla |
| 2    | Celaya                   | 49   | 38 | 15 | 11 | 12 | 48 | 48 | 0    | Cuartos de final de la liguilla |
| 3    | Ayense                   | 44   | 38 | 12 | 14 | 12 | 53 | 53 | 0    |                                 |
| 4    | Pioneros de Cancún (D)   | 38   | 38 | 10 | 11 | 17 | 38 | 57 | −19  | Descenso de categoría           |
| 5    | Delfines de Acapulco (D) | 35   | 38 | 9  | 14 | 15 | 32 | 48 | −16  | Descenso de categoría           |

 Fuente: RSSSF

### Grupo 3
| Pos. | Equipo         | Pts. | PJ | G  | E  | P  | GF | GC | Dif. | Clasificación                                                      |
| ---- | -------------- | ---- | -- | -- | -- | -- | -- | -- | ---- | ------------------------------------------------------------------ |
| 1    | U. T. Neza (C) | 68   | 38 | 20 | 11 | 7  | 68 | 38 | +30  | Cuartos de final de la liguilla y acceso a la final por el ascenso |
| 2    | Zacatepec      | 64   | 38 | 19 | 12 | 7  | 66 | 42 | +24  | Cuartos de final de la liguilla                                    |
| 3    | Marte Morelos  | 46   | 38 | 10 | 20 | 8  | 44 | 41 | +3   |                                                                    |
| 4    | SUOO           | 42   | 38 | 13 | 10 | 15 | 43 | 48 | −5   |                                                                    |
| 5    | La Piedad (D)  | 27   | 38 | 5  | 15 | 18 | 24 | 47 | −23  | Descenso de categoría                                              |

 Fuente: RSSSF

### Grupo 4
| Pos. | Equipo                 | Pts. | PJ | G  | E  | P  | GF | GC | Dif. | Clasificación                   |
| ---- | ---------------------- | ---- | -- | -- | -- | -- | -- | -- | ---- | ------------------------------- |
| 1    | Inter de Tijuana       | 49   | 38 | 15 | 9  | 14 | 55 | 47 | +8   | Cuartos de final de la liguilla |
| 2    | Atlético San Francisco | 48   | 38 | 12 | 14 | 12 | 49 | 43 | +6   | Cuartos de final de la liguilla |
| 3    | Yucatán                | 41   | 38 | 12 | 10 | 16 | 55 | 56 | −1   |                                 |
| 4    | Atlético Cuernavaca    | 39   | 38 | 9  | 17 | 12 | 48 | 56 | −8   |                                 |
| 5    | Deportivo Tepic        | 39   | 38 | 11 | 11 | 16 | 39 | 54 | −15  |                                 |

 Fuente: RSSSF

## Tabla general
| Pos. | Equipo                   | Pts. | PJ | G  | E  | P  | GF | GC | Dif. | Clasificación                                                      |
| ---- | ------------------------ | ---- | -- | -- | -- | -- | -- | -- | ---- | ------------------------------------------------------------------ |
| 1    | U. T. Neza (C)           | 68   | 38 | 20 | 11 | 7  | 68 | 38 | +30  | Cuartos de final de la liguilla y acceso a la final por el ascenso |
| 2    | Tampico Madero           | 66   | 38 | 21 | 8  | 9  | 68 | 40 | +28  | Cuartos de final de la liguilla                                    |
| 3    | Zacatepec                | 64   | 38 | 19 | 12 | 7  | 66 | 42 | +24  | Cuartos de final de la liguilla                                    |
| 4    | Irapuato                 | 55   | 38 | 16 | 13 | 9  | 46 | 32 | +14  | Cuartos de final de la liguilla                                    |
| 5    | Inter de Tijuana         | 49   | 38 | 15 | 9  | 14 | 55 | 47 | +8   | Cuartos de final de la liguilla                                    |
| 6    | Celaya                   | 49   | 38 | 15 | 11 | 12 | 48 | 48 | 0    | Cuartos de final de la liguilla                                    |
| 7    | Atlético San Francisco   | 48   | 38 | 12 | 14 | 12 | 49 | 43 | +6   | Cuartos de final de la liguilla                                    |
| 8    | Marte Morelos            | 46   | 38 | 10 | 20 | 8  | 44 | 41 | +3   |                                                                    |
| 9    | Cobras                   | 58   | 38 | 16 | 14 | 8  | 57 | 35 | +22  | Cuartos de final de la liguilla                                    |
| 10   | Ayense                   | 44   | 38 | 12 | 14 | 12 | 53 | 53 | 0    |                                                                    |
| 11   | Tepatitlán               | 43   | 38 | 11 | 14 | 13 | 41 | 50 | −9   |                                                                    |
| 12   | SUOO                     | 42   | 38 | 13 | 10 | 15 | 43 | 48 | −5   |                                                                    |
| 13   | Yucatán                  | 41   | 38 | 12 | 10 | 16 | 55 | 56 | −1   |                                                                    |
| 14   | Atlético Cuernavaca      | 39   | 38 | 9  | 17 | 12 | 48 | 56 | −8   |                                                                    |
| 15   | Linces de Celaya         | 39   | 38 | 9  | 16 | 13 | 42 | 55 | −13  |                                                                    |
| 16   | Deportivo Tepic          | 39   | 38 | 11 | 11 | 16 | 39 | 54 | −15  |                                                                    |
| 17   | Pioneros de Cancún (D)   | 38   | 38 | 10 | 11 | 17 | 38 | 57 | −19  | Descenso de categoría                                              |
| 18   | Delfines de Acapulco (D) | 35   | 38 | 9  | 14 | 15 | 32 | 48 | −16  | Descenso de categoría                                              |
| 19   | Atlético Bachilleres (D) | 29   | 38 | 5  | 16 | 17 | 35 | 61 | −26  | Descenso de categoría                                              |
| 20   | La Piedad (D)            | 27   | 38 | 5  | 15 | 18 | 24 | 47 | −23  | Descenso de categoría                                              |

 Fuente: RSSSF

## Torneo Regular
| Local \ Visitante      | ATC | ASF | AYE | BAC | CEL | COB | DEL | INT | IRA | LPD | LIN | MAR | PIO | SUO | TAM | TPA | TEP | UTN | YUC | ZAC |
| ---------------------- | --- | --- | --- | --- | --- | --- | --- | --- | --- | --- | --- | --- | --- | --- | --- | --- | --- | --- | --- | --- |
| Atlético Cuernavaca    | —   | 1–1 | 1–1 | 1–1 | 5–1 | 2–2 | 1–0 | 0–0 | 1–1 | 1–0 | 2–2 | 0–0 | 0–1 | 1–0 | 3–3 | 1–2 | 1–0 | 1–1 | 3–2 | 0–3 |
| Atlético San Francisco | 2–3 | —   | 0–0 | 3–0 | 1–0 | 2–0 | 4–0 | 2–1 | 1–1 | 3–1 | 1–1 | 1–1 | 2–0 | 1–1 | 3–0 | 4–1 | 2–2 | 1–1 | 3–0 | 1–2 |
| Ayense                 | 6–2 | 7–1 | —   | 1–0 | 1–2 | 1–2 | 0–0 | 3–1 | 2–2 | 2–0 | 0–0 | 2–2 | 1–0 | 3–2 | 1–1 | 1–0 | 3–2 | 1–1 | 1–1 | 2–1 |
| Bachilleres            | 3–1 | 1–1 | 2–1 | —   | 1–1 | 1–0 | 1–1 | 3–1 | 2–0 | 2–2 | 1–1 | 0–0 | 2–4 | 1–1 | 0–1 | 2–2 | 2–2 | 0–1 | 1–1 | 1–1 |
| Celaya F.C.            | 0–0 | 3–2 | 3–1 | 4–1 | —   | 2–0 | 1–0 | 2–1 | 0–0 | 3–0 | 0–0 | 0–3 | 3–0 | 1–0 | 1–0 | 2–2 | 1–0 | 1–3 | 2–1 | 3–0 |
| Cobras                 | 2–0 | 2–0 | 1–1 | 3–0 | 5–1 | —   | 1–0 | 4–0 | 2–0 | 2–1 | 2–2 | 3–2 | 2–0 | 2–0 | 0–0 | 5–0 | 0–1 | 1–0 | 3–0 | 1–1 |
| Delfines Acapulco      | 2–1 | 2–0 | 2–1 | 0–0 | 2–2 | 0–0 | —   | 2–1 | 0–0 | 0–0 | 2–0 | 0–2 | 0–0 | 1–0 | 2–0 | 3–2 | 0–2 | 0–1 | 1–0 | 1–1 |
| Inter de Tijuana       | 0–2 | 2–1 | 0–0 | 5–1 | 3–1 | 1–1 | 4–1 | —   | 2–0 | 5–1 | 4–0 | 2–2 | 4–1 | 3–0 | 0–0 | 2–1 | 3–0 | 3–2 | 1–0 | 2–1 |
| Irapuato               | 2–1 | 0–0 | 1–0 | 1–0 | 2–0 | 1–1 | 2–1 | 1–0 | —   | 1–0 | 3–0 | 0–0 | 1–1 | 0–0 | 2–0 | 0–0 | 5–1 | 3–1 | 6–0 | 5–1 |
| La Piedad              | 1–1 | 1–0 | 2–0 | 1–1 | 0–0 | 0–0 | 1–1 | 0–2 | 2–0 | —   | 0–0 | 1–0 | 1–1 | 1–2 | 1–1 | 0–0 | 1–0 | 1–2 | 1–1 | 0–1 |
| Linces Celaya          | 1–1 | 0–0 | 1–2 | 2–1 | 0–1 | 3–2 | 1–1 | 1–1 | 1–2 | 3–1 | —   | 1–1 | 3–1 | 2–1 | 0–1 | 3–1 | 1–2 | 0–1 | 3–2 | 3–3 |
| Marte                  | 0–0 | 0–0 | 1–1 | 0–0 | 2–2 | 1–0 | 2–2 | 2–0 | 4–0 | 1–1 | 3–0 | —   | 0–1 | 0–2 | 3–2 | 1–1 | 2–1 | 1–1 | 1–0 | 1–1 |
| Pioneros de Cancún     | 1–1 | 1–0 | 3–1 | 3–0 | 1–1 | 0–0 | 2–1 | 2–0 | 1–0 | 0–0 | 1–2 | 1–2 | —   | 1–2 | 0–1 | 0–0 | 4–1 | 1–1 | 1–1 | 2–3 |
| SUOO                   | 1–0 | 0–2 | 1–1 | 3–2 | 1–1 | 1–2 | 2–1 | 0–0 | 0–0 | 1–0 | 4–1 | 1–1 | 2–1 | —   | 5–3 | 2–0 | 1–0 | 0–1 | 2–1 | 1–2 |
| Tampico Madero         | 1–1 | 2–0 | 5–0 | 4–0 | 1–0 | 5–2 | 2–1 | 1–0 | 2–0 | 3–1 | 3–1 | 3–0 | 3–0 | 4–2 | —   | 1–2 | 3–0 | 1–0 | 5–2 | 1–0 |
| Tepatitlán             | 3–1 | 1–0 | 0–2 | 3–0 | 0–0 | 0–0 | 2–0 | 0–0 | 0–1 | 2–1 | 0–0 | 1–1 | 2–0 | 2–2 | 1–1 | —   | 3–1 | 2–1 | 2–1 | 0–0 |
| Tepic                  | 2–2 | 2–2 | 2–0 | 1–1 | 2–0 | 1–1 | 0–0 | 0–0 | 2–1 | 0–0 | 0–0 | 1–0 | 1–0 | 3–0 | 1–2 | 3–2 | —   | 0–2 | 2–1 | 0–0 |
| U.T. Neza              | 3–1 | 0–0 | 1–1 | 2–1 | 4–2 | 3–1 | 1–1 | 5–1 | 0–2 | 2–0 | 2–2 | 4–1 | 8–0 | 2–0 | 2–0 | 1–0 | 1–0 | —   | 3–1 | 1–4 |
| Yucatán                | 3–4 | 0–1 | 2–1 | 1–0 | 1–0 | 1–1 | 5–0 | 1–0 | 3–0 | 2–0 | 2–0 | 1–1 | 2–2 | 0–0 | 1–0 | 5–1 | 3–1 | 1–1 | —   | 4–0 |
| Zacatepec              | 2–1 | 3–1 | 5–1 | 1–0 | 2–1 | 1–1 | 3–1 | 3–0 | 0–0 | 1–0 | 0–1 | 4–0 | 3–0 | 1–0 | 2–2 | 2–0 | 4–0 | 2–2 | 2–2 | —   |

## Liguilla
|  | Cuartos de final                                               | Cuartos de final                                               | Cuartos de final                                               | Cuartos de final                                               | Cuartos de final                                               |   |   | Semifinales                                                      | Semifinales                                                      | Semifinales                                                      | Semifinales                                                      | Semifinales                                                      |  |   | Final                                              | Final                                              | Final                                              | Final                                              | Final                                              |  |
|  | 3 y 4 de abril de 1993 (ida) 10 y 11 de abril de 1993 (vuelta) | 3 y 4 de abril de 1993 (ida) 10 y 11 de abril de 1993 (vuelta) | 3 y 4 de abril de 1993 (ida) 10 y 11 de abril de 1993 (vuelta) | 3 y 4 de abril de 1993 (ida) 10 y 11 de abril de 1993 (vuelta) | 3 y 4 de abril de 1993 (ida) 10 y 11 de abril de 1993 (vuelta) |   |   | 17 y 18 de abril de 1993 (ida) 24 y 25 de abril de 1993 (vuelta) | 17 y 18 de abril de 1993 (ida) 24 y 25 de abril de 1993 (vuelta) | 17 y 18 de abril de 1993 (ida) 24 y 25 de abril de 1993 (vuelta) | 17 y 18 de abril de 1993 (ida) 24 y 25 de abril de 1993 (vuelta) | 17 y 18 de abril de 1993 (ida) 24 y 25 de abril de 1993 (vuelta) |  |   | 2 de mayo de 1993 (ida) 8 de mayo de 1993 (vuelta) | 2 de mayo de 1993 (ida) 8 de mayo de 1993 (vuelta) | 2 de mayo de 1993 (ida) 8 de mayo de 1993 (vuelta) | 2 de mayo de 1993 (ida) 8 de mayo de 1993 (vuelta) | 2 de mayo de 1993 (ida) 8 de mayo de 1993 (vuelta) |  |
|  |                                                                |                                                                |                                                                |                                                                |                                                                |   |   |                                                                  |                                                                  |                                                                  |                                                                  |                                                                  |  |   |                                                    |                                                    |                                                    |                                                    |                                                    |  |
|  |                                                                |                                                                |                                                                |                                                                |                                                                |   |   |                                                                  |                                                                  |                                                                  |                                                                  |                                                                  |  |   |                                                    |                                                    |                                                    |                                                    |                                                    |  |
|  | 2                                                              | Tampico Madero                                                 | 2                                                              | 2                                                              | 4                                                              |   |   |                                                                  |                                                                  |                                                                  |                                                                  |                                                                  |  |   |                                                    |                                                    |                                                    |                                                    |                                                    |  |
|  | 2                                                              | Tampico Madero                                                 | 2                                                              | 2                                                              | 4                                                              |   |   |                                                                  |                                                                  |                                                                  |                                                                  |                                                                  |  |   |                                                    |                                                    |                                                    |                                                    |                                                    |  |
|  | 6                                                              | Celaya                                                         | 2                                                              | 0                                                              | 2                                                              |   |   |                                                                  |                                                                  |                                                                  |                                                                  |                                                                  |  |   |                                                    |                                                    |                                                    |                                                    |                                                    |  |
|  | 6                                                              | Celaya                                                         | 2                                                              | 0                                                              | 2                                                              |   | 2 | Tampico Madero                                                   | 0                                                                | 3                                                                | 3                                                                |                                                                  |  |   |                                                    |                                                    |                                                    |                                                    |                                                    |  |
|  |                                                                |                                                                |                                                                |                                                                |                                                                |   | 2 | Tampico Madero                                                   | 0                                                                | 3                                                                | 3                                                                |                                                                  |  |   |                                                    |                                                    |                                                    |                                                    |                                                    |  |
|  |                                                                |                                                                | 7                                                              | Atlético San Francisco                                         | 1                                                              | 0 | 1 |                                                                  |                                                                  |                                                                  |                                                                  |                                                                  |  |   |                                                    |                                                    |                                                    |                                                    |                                                    |  |
|  | 1                                                              | U. T. Neza                                                     | 7                                                              | Atlético San Francisco                                         | 1                                                              | 0 | 1 | 1                                                                | 2                                                                | 3                                                                |                                                                  |                                                                  |  |   |                                                    |                                                    |                                                    |                                                    |                                                    |  |
|  | 1                                                              | U. T. Neza                                                     |                                                                |                                                                |                                                                |   |   |                                                                  |                                                                  | 3                                                                |                                                                  |                                                                  |  |   |                                                    |                                                    |                                                    |                                                    |                                                    |  |
|  | 7                                                              | Atlético San Francisco                                         | 2                                                              | 2                                                              | 4                                                              |   |   |                                                                  |                                                                  |                                                                  |                                                                  |                                                                  |  |   |                                                    |                                                    |                                                    |                                                    |                                                    |  |
|  | 7                                                              | Atlético San Francisco                                         | 2                                                              | 2                                                              | 4                                                              |   |   |                                                                  |                                                                  |                                                                  |                                                                  |                                                                  |  | 2 | Tampico Madero                                     | 2                                                  | 2                                                  | 4                                                  |                                                    |  |
|  |                                                                |                                                                |                                                                |                                                                |                                                                |   |   |                                                                  |                                                                  |                                                                  |                                                                  |                                                                  |  | 2 | Tampico Madero                                     | 2                                                  | 2                                                  | 4                                                  |                                                    |  |
|  |                                                                |                                                                | 3                                                              | Zacatepec                                                      | 2                                                              | 0 | 2 |                                                                  |                                                                  |                                                                  |                                                                  |                                                                  |  |   |                                                    |                                                    |                                                    |                                                    |                                                    |  |
|  | 3                                                              | Zacatepec                                                      | 3                                                              | Zacatepec                                                      | 2                                                              | 0 | 2 | 1                                                                | 2                                                                | 3                                                                |                                                                  |                                                                  |  |   |                                                    |                                                    |                                                    |                                                    |                                                    |  |
|  | 3                                                              | Zacatepec                                                      |                                                                |                                                                |                                                                |   |   |                                                                  |                                                                  | 3                                                                |                                                                  |                                                                  |  |   |                                                    |                                                    |                                                    |                                                    |                                                    |  |
|  | 5                                                              | Inter de Tijuana                                               | 0                                                              | 0                                                              | 0                                                              |   |   |                                                                  |                                                                  |                                                                  |                                                                  |                                                                  |  |   |                                                    |                                                    |                                                    |                                                    |                                                    |  |
|  | 5                                                              | Inter de Tijuana                                               | 0                                                              | 0                                                              | 0                                                              |   | 3 | Zacatepec                                                        | 0                                                                | 3                                                                | 3                                                                |                                                                  |  |   |                                                    |                                                    |                                                    |                                                    |                                                    |  |
|  |                                                                |                                                                |                                                                |                                                                |                                                                |   | 3 | Zacatepec                                                        | 0                                                                | 3                                                                | 3                                                                |                                                                  |  |   |                                                    |                                                    |                                                    |                                                    |                                                    |  |
|  |                                                                |                                                                | 9                                                              | Cobras                                                         | 1                                                              | 1 | 2 |                                                                  |                                                                  |                                                                  |                                                                  |                                                                  |  |   |                                                    |                                                    |                                                    |                                                    |                                                    |  |
|  | 4                                                              | Irapuato                                                       | 9                                                              | Cobras                                                         | 1                                                              | 1 | 2 | 1                                                                | 0                                                                | 1                                                                |                                                                  |                                                                  |  |   |                                                    |                                                    |                                                    |                                                    |                                                    |  |
|  | 4                                                              | Irapuato                                                       |                                                                |                                                                |                                                                |   |   |                                                                  |                                                                  | 1                                                                |                                                                  |                                                                  |  |   |                                                    |                                                    |                                                    |                                                    |                                                    |  |
|  | 9                                                              | Cobras                                                         | 2                                                              | 2                                                              | 4                                                              |   |   |                                                                  |                                                                  |                                                                  |                                                                  |                                                                  |  |   |                                                    |                                                    |                                                    |                                                    |                                                    |  |
|  | 9                                                              | Cobras                                                         | 2                                                              | 2                                                              | 4                                                              |   |   |                                                                  |                                                                  |                                                                  |                                                                  |                                                                  |  |   |                                                    |                                                    |                                                    |                                                    |                                                    |  |
|  |                                                                |                                                                |                                                                |                                                                |                                                                |   |   |                                                                  |                                                                  |                                                                  |                                                                  |                                                                  |  |   |                                                    |                                                    |                                                    |                                                    |                                                    |  |

### Final de liguilla
La serie final del torneo enfrentó al Tampico-Madero contra el Zacatepec.
| 2 de mayo de 1993 | Zacatepec | 2-2 | Tampico-Madero | Estadio Nemesio Díez, Toluca |  |

| 8 de mayo de 1993                                                                | Tampico-Madero | 2-0 | Zacatepec | Estadio Tamaulipas, Tampico-Ciudad Madero |  |
| Tampico-Madero ganador de la liguilla. Avanza a la final de campeonato y ascenso |                |     |           |                                           |  |

### Final de ascenso
La final por el ascenso enfrentó a los equipos de U.T. Neza, líder general de puntos y al Tampico-Madero, ganador de la liguilla.
| 15 de mayo de 1993 | Tampico-Madero | 0-1 | U.T. Neza | Estadio Tamaulipas, Tampico-Ciudad Madero |  |

| 23 de mayo de 1993                                                                                 | U.T. Neza | 2-1 | Tampico-Madero | Estadio Azulgrana, Ciudad de México |  |
| U.T. Neza campeón de la temporada 1992-93 de la Segunda División y asciende a la Primera División. |           |     |                |                                     |  |

|                                |
| U.T. Neza Campeón 1.er título. |